# Cimetière du Centre d'Argenteuil
Pour les articles homonymes, voir cimetière du Centre (homonymie).
Le cimetière du Centre est l'un des cinq cimetières municipaux d'Argenteuil (Val-d'Oise) dans la banlieue parisienne, quatrième commune la plus peuplée de la région Île-de-France. Il se trouve rue de Calais.

## Histoire et description

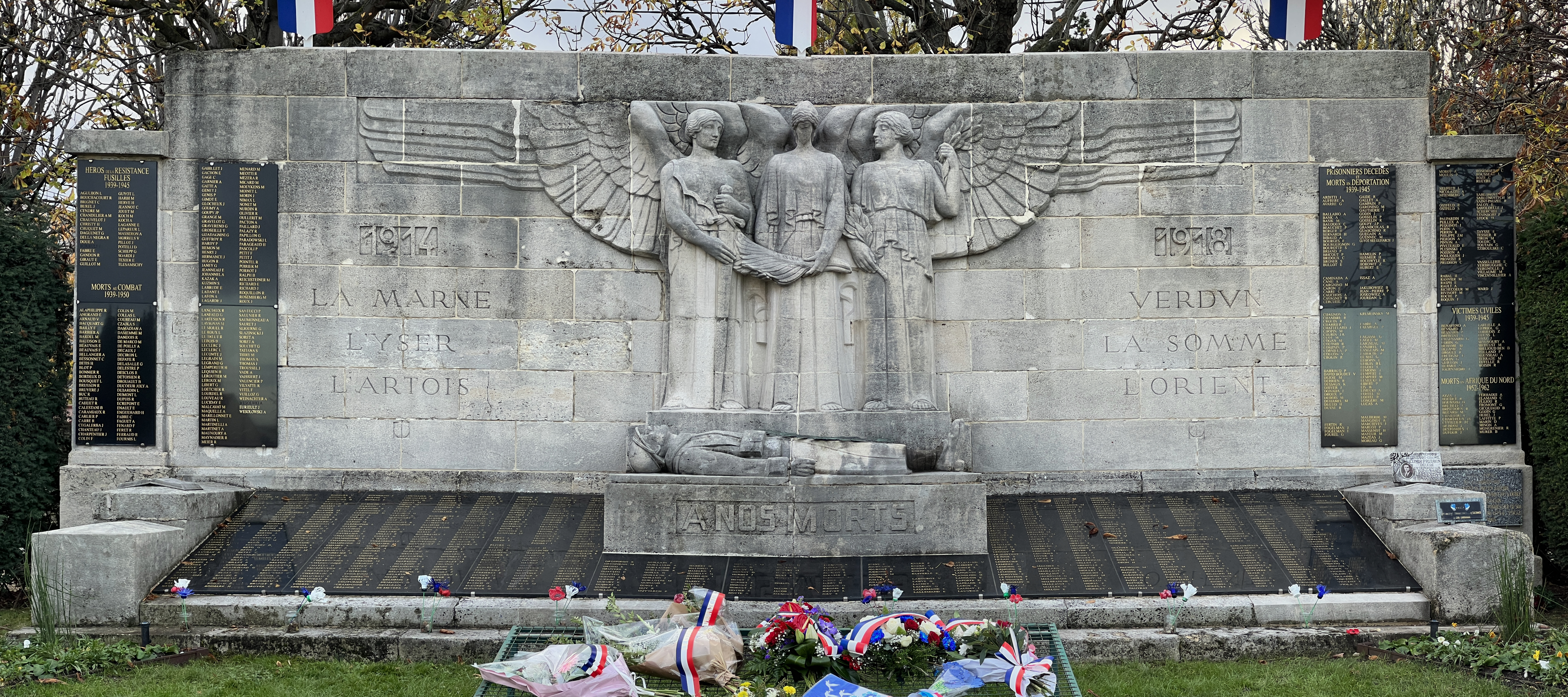
Monument aux morts.

Ce vaste cimetière rectangulaire a été ouvert dans les années 1830 et agrandi par la suite. Ses allées non arborées se coupent à angle droit. Il témoigne du passé encore rural de la commune et de son identité ouvrière. Les tombes les plus anciennes évoquent l'épidémie de choléra de 1832. Il existe encore une petite statuaire ancienne et des chapelles funéraires de notables locaux, comme l'imposante chapelle Landrin. On remarque l'obélisque sur la sépulture de Louis Varenne (1853-1882), candidat radical aux élections législatives et mort noyé.

## Personnalités inhumées
- Capitaine Léon Brault (1839-1885), astronome et météorologue
- Rino Della Negra (1923-1944), footballeur et membre de l'Affiche rouge, fusillé
- Jean-Louis Duguay (1812-1872), inventeur du fiche-échalas pour les pieds de vigne (obélisque)
- Pierre Joly (1801-1863), entrepreneur de constructions en fonte pour les marchés couverts (La Villette, Marché Saint-Honoré, en province, etc.) (chapelle en fonte)
- Jean Marié de L'Isle (1871-1948), acteur
- Raymond Perrée (1844-1906), comédien du Théâtre du Palais-Royal[2] (buste)
- Roland Toutain (1905-1977), acteur et cascadeur
- Louis-Émile Train (1877-1939), pionnier de l'aviation
- Mathilde Gabriel-Péri (1902-1981), femme politique et députée de Seine-et-Oise
- Victor Dupouy (1901-1981), homme politique et maire d'Argenteuil
- Louis Lhérault (1833-1894), cultivateur, horticulteur, viticulteur et asparagiculteur (un des créateurs de l’asperge d’Argenteuil)
- Louis Varenne (1853-1882), répétiteur à l’École polytechnique, qui se présenta aux élections législatives de 1881
- Louis-Alphonse Cahagnet (1809-1885), occultiste.
- André Cordonnier (1885-1954), architecte.
- Paul Cordonnier (1920-1977), architecte.
- Jacques Cordonnier (1915-2001), architecte.